# 2007 au Liban
Chronologie du Liban
- 2003
- 2004
- 2005
- 2006
- 2007
- 2008
- 2009
- 2010
- 2011

Cet article présente les faits marquants de l'année 2007 au Liban.

## Évènements
- 20 janvier : Les groupes de l'opposition et la Confédération générale des travailleurs libanais appellent à une grève générale à partir du mardi 23.
- 23 janvier : Début de la grève générale à l'appel des groupes de l'opposition et de la CGT Libanaise.
- 24 janvier : Deuxième jour de la grève générale et violents affrontements qui vont durer deux jours et faire 3 morts et 130 blessés.
- 25 janvier :
  - Une fusillade à l'université arabe de Beyrouth, à la suite d'une dispute entre étudiants, fait 3 morts et 35 blessés.
  - La troisième Conférence internationale de Paris sur le Liban (« Paris-3 ») étudie comment soutenir politiquement et financièrement le gouvernement pro-occidental de Fouad Siniora dont l'opposition demande la démission.
- 13 février : à Aïn Alaq-Bikfaya, dans la montagne libanaise, un double attentat contre des minibus cause la mort de douze personnes selon l'agence de presse libanaise ANI.
- 14 février : à Beyrouth, célébration du deuxième anniversaire de l'assassinat de Rafic Hariri, organisée par les partis pro-gouvernementaux et réunissant plusieurs centaines de milliers de personnes.
- 8 avril : Le chef du Hezbollah, Hassan Nasrallah, lors d'un grand rassemblement, déclare ne pas vouloir la guerre civile. Constatant l'impasse du dialogue avec Fouad Siniora, il déclare ne plus exiger la minorité de blocage au sein du gouvernement et se dit prêt à attendre les élections normalement prévues en 2009, s'il n'y a pas de référendum ou d'élections anticipées.
- 20 mai : Début de combats violents, pendant plusieurs jours, entre les miliciens du Fatah al-Islam retranchés dans le camp de réfugiés palestiniens de Nahr al-Bared et l'armée libanaise qui finalement en viendra à bout. Le gouvernement de Fouad Siniora, soutenu par les Occidentaux, accuse la Syrie d'être responsable de cette opération de déstabilisation.
- 24 mai : Le ministre français des Affaires étrangères Bernard Kouchner, en visite à Beyrouth, apporte le soutien de la France au gouvernement de Fouad Siniora.
- 30 mai : Le Conseil de sécurité vote la résolution 1757, proposée par les États-Unis, la France et la Grande-Bretagne. Cette résolution impose la création d'un tribunal « à caractère international », le Tribunal spécial des Nations unies pour le Liban, chargé de juger les responsables présumés de l'assassinat de l'ancien premier ministre libanais Rafic Hariri. Cinq des membres s'abstiennent (Chine, Russie, Afrique du Sud, Indonésie et Qatar).
- 3 juin : Les combats entre l'armée libanaise et le Fatah al-Islam qui ont débuté au camp de Nahr al-Bared près de Tripoli, s'étendent au camp d'Aïn Héloué près de Saïda.
- 10 juin : Les Nations unies créent un tribunal chargé de rechercher et de juger les auteurs présumés des crimes et assassinats politiques survenus depuis 2004.
- 13 juin : À Beyrouth, un attentat à la voiture piégée cause la mort de Walid Eido, député de la majorité gouvernementale et de huit autres personnes. La Syrie est à nouveau mise en accusation.